# Days of Glory
Days of Glory is een Amerikaanse oorlogsfilm uit 1944 onder regie van Jacques Tourneur.

## Verhaal
Tijdens de Tweede Wereldoorlog vechten Russen tegen de Duitsers om de steden Leningrad en Stalingrad. Aan het oostfront vechten zowel de mannen als de vrouwen mee. Er is echter ook nog plaats voor liefde.

## Rolverdeling
| Acteur           | Personage |
| ---------------- | --------- |
| Tamara Toumanova | Nina      |
| Gregory Peck     | Vladimir  |
| Alan Reed        | Sasha     |
| Maria Palmer     | Yelena    |
| Lowell Gilmore   | Semyon    |
| Hugo Haas        | Fedor     |
| Dena Penn        | Olga      |
| Glen Vernon      | Mitya     |
| Igor Dolgoruki   | Dmitri    |
| Edward L. Durst  | Petrov    |
| Lou Crosby       | Staub     |